# Modelo de Sanders de los sistemas energéticos
El modelo de Sanders de los sistemas energéticos es un modelo psicológico propio del enfoque del procesamiento de la información (PI) que trata de integrar la participación de sistemas energéticos en dicho enfoque, sirviéndose de los conceptos de arousal, activación y esfuerzo, sobre los que actuaría un mecanismo de evaluación.

## Desarrollo
El modelo de Sanders es una ampliación del enfoque cognitivo del procesamiento de la información, al que añade la participación de una serie de sistemas energéticos. 
Esos sistemas serían:
- Arousal
- Activación
- Esfuerzo

Los niveles de arousal y de activación son regulados por un mecanismo superior de evaluación, lo que produce cambios en el esfuerzo, y este da lugar a un proceso de retroalimentación. 
El sistema de esfuerzo se relaciona con el procesamiento consciente, e influye directamente sobre la eficiencia en la selección de la respuesta, y por tanto, en el desempeño de la tarea. 
Por su parte, el mecanismo de activación constituye un estado de predisposición para actuar que regula el ajuste motor en la ejecución de la respuesta.